# لیلی عزیز
لیلی عزیز (انگلیسی: Darling Lili) فیلمی در ژانر جاسوسی به کارگردانی بلیک ادواردز محصول سال ۱۹۵۵ کشور ایالات متحده آمریکا است. جولی اندروز، راک هادسن و گلوریا پل از جمله بازیگران این فیلم هستند.